# Ghaba
Ghaba (Al-Ghaba) és un llogaret del Sudan prop de Khartum on s'han trobat restes humanes del Mesolític (datades vers el 5000 aC). Els esquelets tenien algun adornament i la tomba objectes de ceràmica. En alguna de les tombes s'han trobat conquilles portades de la mar, fet que no s'havia produït anteriorment. Restes de pintura de cara, probablement usada per màgia. La societat era encara igualitària. L'excavació de Kadero, lleugerament posterior, presenta força analogies i s'acosta ja a les tombes de Kadada del quart mil·lenni, on la societat igualitària ja ha desaparegut.